# 46 Samodzielny Pułk Artylerii Samochodowej
46 Samodzielny Pułk Artylerii Samobieżnej (46 spas) − oddział artylerii samobieżnej ludowego Wojska Polskiego.

## Historia
Pułk sformowany został na podstawie rozkazów organizacyjnych Naczelnego Dowódcy WP nr 58/org. z dnia 15 marca 1945 roku i nr 0107/org. z dnia 27 kwietnia 1945 roku według sowieckiego etatu nr 010/462 samodzielnego pułku artylerii samochodowej Rezerwy Naczelnego Dowództwa (ros. Отдельный cамоходно-артиллерийский полк Резерва Верховного Главного Командования) z 1944 roku. Zgodnie z etatem oddział powinien liczyć 337 żołnierzy oraz posiadać na uzbrojeniu 21 dział samobieżnych SU-100. Organizacja jednostki miała być rozpoczęta w dniu 1 maja 1945 roku w twierdzy modlińskiej, lecz termin ten nie został dotrzymany. Do czasu zakończenia działań wojennych w Europie jednostka nie rozpoczęła organizacji i nie otrzymała sprzętu pancernego. Oddziałowi przydzielony został numer poczty polowej 84285. Na podstawie rozkazu organizacyjnego nr 00248/org. Naczelnego Dowódcy WP z dnia 14 września 1945 roku jednostka została rozformowana.

## Dowódcy pułku
- płk Aleksy Kusznir (10 VI - 19 VII 1945)
- ppłk Parfir Chomko (19 VII - IX 1945)